# Station Billum
Station Billum is een station in Billum een dorp in de gemeente Varde in Denemarken. Het station ligt aan de spoorlijn Varde - Tarm. Billum wordt  bediend door de treinen van Esbjerg naar Nørre Nebel. 